# DJ・フォーブス
デレク・ジェイミー・"DJ"・フォーブス（Derek Jamie "DJ" Forbes、1982年12月15日 - ）は、ニュージーランドの元ラグビーユニオン選手。

## プロフィール
- ニュージーランド・オークランド出身[1]。
- ポジションはフランカー(FL)。
- 身長 189cm、体重 103kg

## 略歴
2016年、リオ五輪の7人制ニュージーランド代表に選ばれた。
2017年、現役を引退した。

## 受賞歴
- IRBセブンズ最優秀選手賞:2008年[4]
- IRPA特別賞:2018年[5]